# Canton de Val-Couesnon
Le canton de Val-Couesnon, précédemment appelé canton d'Antrain, est une circonscription électorale française située dans le département d'Ille-et-Vilaine et la région Bretagne.

## Histoire
Par décret du 18 février 2014, le nombre de cantons du département est divisé par deux, avec mise en application aux élections départementales de mars 2015. Le canton d'Antrain est conservé et s'agrandit. Il passe de 10 à 31 communes. 
À la suite du décret du 5 mars 2020, le canton change de nom au profit de canton de Val-Couesnon. Le bureau centralisateur est fixé à Val-Couesnon.

## Représentation

### Conseillers d'arrondissement du canton d'Antrain (de 1833 à 1940)
Le canton d'Antrain avait deux conseillers d'arrondissement.
Il appartenait à l'arrondissement de Fougères.
| Période                                  | Période      | Identité                           | Étiquette           | Qualité |
| ---------------------------------------- | ------------ | ---------------------------------- | ------------------- | --- |
| 1833                                     | 1839 (décès) | Augustin Le Hérissé (1776-1839)    |                     | Capitaine en retraite, maire d'Antrain (1830-1837)                                                          |
| 1833                                     | 1848         | Victor Constant Savary (1791-1852) |                     | Médecin, maire de Bazouges-la-Pérouse                                                                       |
| 1839                                     | 1848         | M. Barbier ainé                    |                     | Propriétaire à Saint-Ouen-la-Rouërie                                                                        |
|                                          |              |                                    |                     | |
|                                          | 1896 (décès) | M. Ferron                          |                     | |
|                                          |              |                                    |                     | |
| 1904                                     | 1911 (décès) | Fernand Selbert                    | RG                  | Notaire à Antrain                                                                                           |
| 1904                                     | 1908 (décès) | Pierre-Jean Lahogue (1856-1908)    | Républicain         | Vétérinaire à Antrain                                                                                       |
| 1908                                     | 1919         | Pierre Trémoureux                  | RG                  | Négociant en bois, maire de Saint-Rémy-du-Plain                                                             |
| 22 déc. 1912                             |              | M. Prudhomme                       |                     | |
| 1919                                     | 1937 (décès) | Jean-Louis Berthelot (1871-1937)   | Républicain radical | Maire de Rimou                                                                                              |
| 1931                                     | 1937         | Raoul-Paul Lahogue                 | Républicain         | Vétérinaire, adjoint au maire d'Antrain                                                                     |
| 1937                                     | 1940         | Théodore Bobon                     | Radical             | Maire de Noyal-sous-Bazouges                                                                                |
| 1940                                     |              |                                    |                     | Les conseils d'arrondissement ont été suspendus par la loi du 12 octobre 1940 et n'ont jamais été réactivés |
| Les données manquantes sont à compléter. |              |                                    |                     | |

### Conseillers généraux de 1833 à 2015
| Période | Période          | Identité                          | Étiquette       | Qualité |
| ------- | ---------------- | --------------------------------- | --------------- | --- |
| 1833    | 1848             | Lyla Thomas Fénigan (1794-1865)   |                 | Conseiller à la Cour royale de Rennes                                                                                            |
| 1848    | 1852             | Aymé Barbier                      | Légitimiste     | Avocat, propriétaire à Rennes |
| 1852    | 1865 (décès)     | Lyla Thomas Fénigan               |                 | Magistrat (conseiller à la cour impériale de Rennes)                                                                             |
| 1865    | 1871             | Charles Baron                     | Bonapartiste    | Avocat, juge de paix du canton d'Antrain                                                                                         |
| 1871    | 1883             | Marie-Joseph Delafosse            | Monarchiste     | Maire de Bazouges-la-Pérouse (1871-1910)                                                                                         |
| 1883    | 1886 (démission) | Ferdinand Baston de La Riboisière | Républicain     | Ancien officier Député (1882-1885 et 1919-1928) Sénateur (1906-1919)                                                             |
| 1886    | 1889             | René Le Hérissé                   | Gauche radicale | Militaire - député (1886-1910), sénateur (1913-1920)                                                                             |
| 1889    | 1895             | Marie-Joseph Delafosse            | Légitimiste     | Député (1889-1893) Maire de Bazouges-la-Pérouse (1871-1910)                                                                      |
| 1895    | 1907 (décès)     | Martin Métairie                   | Républicain     | Trésorier-payeur général |
| 1907    | 1940             | Émile Ferron (1874-1941)          | PAPF-Rad.       | Industriel, négociant en cuirs, maire de Tremblay (1912-1941)                                                                    |
|         |                  |                                   |                 | |
| 1943    | 1945             | Joseph Coupel                     | ?               | Maire d'Antrain-sur-Couesnon (1935-1944) Nommé conseiller départemental en 1943 Déclaré inéligible en 1944                       |
|         |                  |                                   |                 | |
| 1945    | 1951             | Jean-Marie Trocherie (1883-1968)  | SFIO            | Ingénieur du service vicinal, Antrain                                                                                            |
| 1951    | 1976             | Fernand Aupinel                   | MRP puis DVD    | Notaire, maire d'Antrain (1945-1953)                                                                                             |
| 1976    | 1988             | Raymond Duval                     | DVD             | Boulanger, maire de Bazouges-la-Pérouse (1965-1995)                                                                              |
| 1988    | 2001             | Michel Lahogue (1939-2024)        | DVG             | Vétérinaire, maire d'Antrain (1989-2008)                                                                                         |
| 2001    | 2008             | Daniel Prévost                    | UMP             | Enseignant, maire de Bazouges-la-Pérouse (1995-2014), suppléant de la députée Marie-Thérèse Boisseau (2002) - député (2002-2007) |
| 2008    | 2015             | Henri Rault                       | DVG             | Éleveur, maire de Chauvigné (depuis 2001)                                                                                        |

Le canton participe à l'élection du député de la sixième circonscription d'Ille-et-Vilaine.

### Conseillers départementaux à partir de 2015
| Période élective | Période élective | Mandat | Mandat   | Identité                   | Nuance | Nuance | Qualité                                                                         |
| ---------------- | ---------------- | ------ | -------- | -------------------------- | ------ | ------ | ------------------------------------------------------------------------------- |
| 2015             | 2021             | 2015   | 2021     | Aymar de Gouvion Saint-Cyr |        | DVD    | Employé (secteur privé) Maire de Coglès puis des Portes-du-Coglais              |
| 2015             | 2021             | 2015   | 2021     | Laëtitia Meignan           |        | DVD    | Fonctionnaire de catégorie C Adjointe au maire de Saint-Rémy-du-Plain           |
| 2021             | 2028             | 2021   | en cours | Aymar de Gouvion Saint-Cyr |        | Agir   | Employé (secteur privé) Maire des Portes-du-Coglais (depuis 2017) Membre d'Agir |
| 2021             | 2028             | 2021   | en cours | Aline Guiblin              |        | DVD    | Employée Adjointe au maire de Bazouges-la-Pérouse                               |

### Résultats détaillés

#### Élections de mars 2015
À l'issue du 1er tour des élections départementales de 2015, deux binômes sont en ballottage : Henri Raultet Florence Rio-Danielouc (DVG, 33,11 %) et Aymar de Gouvion Saint-Cyr et Laëtitia Meignan (Union de la Droite, 32,67 %). Le taux de participation est de 53,03 % (13 514 votants sur 25 483 inscrits) contre 50,9 % au niveau départemental et 50,17 % au niveau national.
Au second tour, Aymar de Gouvion Saint-Cyr et Laëtitia Meignan (Union de la Droite) sont élus avec 50,09 % des suffrages exprimés et un taux de participation de 51,64 % (6 012 voix pour 13 160 votants et 25 484 inscrits).
Aymar de Gouvion Saint-Cyr a quitté  LR. Il est membre d'Agir.

#### Élections de juin 2021
Le premier tour des élections départementales de 2021 est marqué par un très faible taux de participation (33,26 % au niveau national). Dans le canton de Val-Couesnon, ce taux de participation est de 36,6 % (9 708 votants sur 26 528 inscrits) contre 34,85 % au niveau départemental. À l'issue de ce premier tour, deux binômes sont en ballottage : Gaëtan Dubreil Jardin et Isabelle Lavastre (Union au centre et à gauche, 40,36 %) et Aymar de Gouvion Saint Cyr et Aline Guiblin (Union au centre et à droite, 38,64 %).
Le second tour des élections est marqué une nouvelle fois par une abstention massive équivalente au premier tour. Les taux de participation sont de 34,36 % au niveau national, 34,98 % dans le département et 37,65 % dans le canton de Val-Couesnon. Aymar de Gouvion Saint Cyr et Aline Guiblin (Union au centre et à droite) sont élus avec 51,27 % des suffrages exprimés (4 726 voix pour 9 992 votants et 26 537 inscrits),,. 

## Composition

### Composition avant 2015

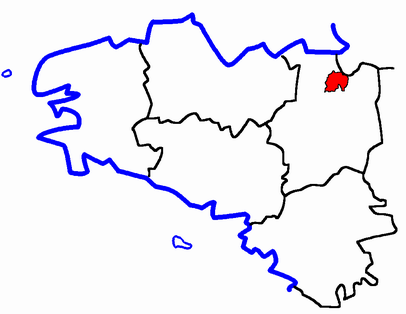
Situation du canton d'Antrain dans le département d'Ille-et-Vilaine avant 2015.

Le canton d'Antrain regroupait dix communes. Contrairement à beaucoup d'autres cantons, le canton d'Antrain n'incluait aucune commune supprimée depuis la création des communes sous la Révolution.
| Nom                   | Code Insee | Codepostal | Superficie (km2) | Population (dernière pop. légale) | Densité (hab./km2) |
| --------------------- | ---------- | ---------- | ---------------- | --------------------------------- | ------------------ |
| Antrain (chef-lieu)   | 35004      | 35560      | 9,31             | 1 404 (2009)                      | 151                |
| Bazouges-la-Pérouse   | 35019      | 35560      | 58,18            | 1 844 (2012)                      | 32                 |
| Chauvigné             | 35075      | 35490      | 17,71            | 804 (2012)                        | 45                 |
| La Fontenelle         | 35113      | 35560      | 12,36            | 539 (2009)                        | 44                 |
| Marcillé-Raoul        | 35164      | 35560      | 22,41            | 809 (2012)                        | 36                 |
| Noyal-sous-Bazouges   | 35205      | 35560      | 14,83            | 385 (2012)                        | 26                 |
| Rimou                 | 35242      | 35560      | 13,28            | 346 (2012)                        | 26                 |
| Saint-Ouen-la-Rouërie | 35303      | 35460      | 21,12            | 790 (2009)                        | 37                 |
| Saint-Rémy-du-Plain   | 35309      | 35560      | 14,87            | 839 (2012)                        | 56                 |
| Tremblay              | 35341      | 35460      | 36,22            | 1 508 (2010)                      | 42                 |

À la suite du redécoupage des cantons pour 2015, toutes les communes sont à nouveau rattachées au canton d'Antrain auquel sont également rattachées les onze communes du canton de Saint-Brice-en-Coglès.

### Composition depuis 2015
Lors du redécoupage de 2014, le nouveau canton d'Antrain comprenait trente-et-une communes entières.
À la suite des fusions, au 1er janvier 2017, de Saint-Étienne-en-Coglès et de Saint-Brice-en-Coglès pour former la commune de Maen Roch, d'une part, et de Coglès, Montours et La Selle-en-Coglès pour former la commune des Portes-du-Coglais, d'autre part, le nombre de communes descend à vingt-huit.
Le 1er janvier 2019, les communes d'Antrain, de La Fontenelle, Saint-Ouen-la-Rouërie et Tremblay ont fusionné pour former la commune nouvelle de Val-Couesnon et les communes de Saint-Marc-le-Blanc et Baillé ont fusionné pour former la commune nouvelle de Saint-Marc-le-Blanc. Le nombre de communes descend à 24.
| Nom                                  | Code Insee | Intercommunalité                | Superficie (km2) | Population (dernière pop. légale) | Densité (hab./km2) | Modifier                                    |
| ------------------------------------ | ---------- | ------------------------------- | ---------------- | --------------------------------- | ------------------ | ------------------------------------------- |
| Val-Couesnon (bureau centralisateur) | 35004      | CC Couesnon Marches de Bretagne | 79,01            | 4 084 (2022)                      | 52                 | modifier les données · modifier les données |
| Andouillé-Neuville                   | 35003      | CC du Val d'Ille-Aubigné        | 12,61            | 1 006 (2022)                      | 80                 | modifier les données · modifier les données |
| Aubigné                              | 35007      | CC du Val d'Ille-Aubigné        | 2,20             | 465 (2022)                        | 211                | modifier les données · modifier les données |
| Bazouges-la-Pérouse                  | 35019      | CC Couesnon Marches de Bretagne | 58,18            | 1 865 (2022)                      | 32                 | modifier les données · modifier les données |
| Le Châtellier                        | 35071      | CC Couesnon Marches de Bretagne | 13,43            | 427 (2022)                        | 32                 | modifier les données · modifier les données |
| Chauvigné                            | 35075      | CC Couesnon Marches de Bretagne | 17,71            | 807 (2022)                        | 46                 | modifier les données · modifier les données |
| Feins                                | 35110      | CC du Val d'Ille-Aubigné        | 20,35            | 1 066 (2022)                      | 52                 | modifier les données · modifier les données |
| Gahard                               | 35118      | CC du Val d'Ille-Aubigné        | 24,96            | 1 523 (2022)                      | 61                 | modifier les données · modifier les données |
| Maen Roch                            | 35257      | CC Couesnon Marches de Bretagne | 39,11            | 5 093 (2022)                      | 130                | modifier les données · modifier les données |
| Marcillé-Raoul                       | 35164      | CC Couesnon Marches de Bretagne | 22,41            | 737 (2022)                        | 33                 | modifier les données · modifier les données |
| Montreuil-sur-Ille                   | 35195      | CC du Val d'Ille-Aubigné        | 15,15            | 2 419 (2022)                      | 160                | modifier les données · modifier les données |
| Mouazé                               | 35197      | CC du Val d'Ille-Aubigné        | 8,39             | 1 728 (2022)                      | 206                | modifier les données · modifier les données |
| Noyal-sous-Bazouges                  | 35205      | CC Couesnon Marches de Bretagne | 14,83            | 382 (2022)                        | 26                 | modifier les données · modifier les données |
| Les Portes du Coglais                | 35191      | CC Couesnon Marches de Bretagne | 40,71            | 2 235 (2022)                      | 55                 | modifier les données · modifier les données |
| Rimou                                | 35242      | CC Couesnon Marches de Bretagne | 13,28            | 350 (2022)                        | 26                 | modifier les données · modifier les données |
| Romazy                               | 35244      | CC Couesnon Marches de Bretagne | 7,18             | 275 (2022)                        | 38                 | modifier les données · modifier les données |
| Saint-Aubin-d'Aubigné                | 35251      | CC du Val d'Ille-Aubigné        | 23,52            | 4 231 (2022)                      | 180                | modifier les données · modifier les données |
| Saint-Germain-en-Coglès              | 35273      | CC Couesnon Marches de Bretagne | 32,09            | 2 091 (2022)                      | 65                 | modifier les données · modifier les données |
| Saint-Hilaire-des-Landes             | 35280      | CC Couesnon Marches de Bretagne | 18,27            | 1 032 (2022)                      | 56                 | modifier les données · modifier les données |
| Saint-Marc-le-Blanc                  | 35292      | CC Couesnon Marches de Bretagne | 22,76            | 1 567 (2022)                      | 69                 | modifier les données · modifier les données |
| Saint-Rémy-du-Plain                  | 35309      | CC Couesnon Marches de Bretagne | 14,87            | 808 (2022)                        | 54                 | modifier les données · modifier les données |
| Sens-de-Bretagne                     | 35326      | CC du Val d'Ille-Aubigné        | 30,82            | 2 620 (2022)                      | 85                 | modifier les données · modifier les données |
| Le Tiercent                          | 35336      | CC Couesnon Marches de Bretagne | 3,70             | 194 (2022)                        | 52                 | modifier les données · modifier les données |
| Vieux-Vy-sur-Couesnon                | 35355      | CC du Val d'Ille-Aubigné        | 21,56            | 1 280 (2022)                      | 59                 | modifier les données · modifier les données |
| Canton de Val-Couesnon               | 3501       |                                 | 557,10           | 38 285 (2022)                     | 69                 | modifier les données                        |

## Démographie

### Démographie avant 2015
| 1962   | 1968  | 1975  | 1982  | 1990  | 1999  | 2006  | 2011  | 2012  |
| ------ | ----- | ----- | ----- | ----- | ----- | ----- | ----- | ----- |
| 10 455 | 9 931 | 9 802 | 9 208 | 8 772 | 8 428 | 8 962 | 9 270 | 9 300 |

### Démographie depuis 2015
En 2022, le canton comptait 38 285 habitants, en évolution de +3,49 % par rapport à 2016 (Ille-et-Vilaine : +5,46 %, France hors Mayotte : +2,11 %).
| 2013   | 2018   | 2022   |
| ------ | ------ | ------ |
| 35 959 | 37 582 | 38 285 |